# Thông khí nhân tạo
Thông khí nhân tạo, (còn gọi là thở nhân tạo) là phương tiện hỗ trợ hoặc kích thích hô hấp, một quá trình trao đổi chất đề cập đến sự trao đổi khí tổng thể trong cơ thể bằng thông khí qua phổi, hô hấp bên ngoài và hô hấp bên trong. Việc này có thể được thực hiện ở dạng cung cấp không khí bằng tay cho người không thở được hoặc không có đủ lực để duy trì hô hấp, hoặc có thể là thở máy liên quan đến việc sử dụng máy thở cơ học để đưa không khí vào và ra khỏi phổi của một người không thể tự thở, ví dụ như trong khi phẫu thuật với gây mê toàn thân hoặc khi một người bị hôn mê.

## Phân loại

### Phương pháp thủ công
Thông khí anton phổi (và các bộ phận hô hấp bên ngoài) đạt được bằng cách bơm vào phổi bằng tay hoặc bằng cách để một người thổi vào phổi của bệnh nhân (hà hơi thổi ngạt) hoặc bằng cách sử dụng một thiết bị cơ học để làm như vậy. Phương pháp thổi hơi vào phổi này đã được chứng minh là hiệu quả hơn so với các phương pháp liên quan đến thao tác cơ học ở ngực hoặc cánh tay của bệnh nhân, như phương pháp Silvester.
Hà hơi thổi ngạt cũng là một phần của hồi sức tim phổi (CPR) , làm cho nó trở thành một kỹ năng thiết yếu để sơ cứu. Trong một số tình huống, việc hà hơi cũng được thực hiện riêng biệt, ví dụ như trong các ca gần chết đuối và dùng thuốc opioid quá liều. Việc thực hiện hà hơi thổi ngạt hiện bị hạn chế trong hầu hết các giao thức dành cho các chuyên gia y tế, trong khi đó những người sơ cứu được khuyên nên thực hiện hồi sức tim phổi đầy đủ trong mọi trường hợp bệnh nhân không thở đủ mức.

### Thông khí cơ học
Thông khí cơ học là một phương pháp để hỗ trợ cơ học hoặc thay thế việc thở tự nhiên. Điều này có thể liên quan đến một loại máy gọi là máy thở hoặc việc thở có thể được một y tá điều dưỡng, bác sĩ, trợ lý cho bác sĩ, người trị liệu hô hấp, nhân viên y tế hỗ trợ bằng cách dùng mặt nạ van túi hoặc một bộ ống thổi. Thông khí cơ học được gọi là "xâm lấn" nếu nó liên quan đến bất kỳ dụng cụ nào xâm nhập qua miệng (chẳng hạn như ống khí quản endo) hoặc da (như ống mở khí quản).  Có hai chế độ thông khí cơ học chính: thông khí áp lực dương, trong đó không khí (hoặc một hỗn hợp khí khác) được đẩy vào khí quản, và thông khí áp lực âm, trong đó không khí bị hút vào trong phổi.